# Tetraopidion mucoriferum
Tetraopidion mucoriferum är en skalbaggsart som först beskrevs av Thomson 1867.  Tetraopidion mucoriferum ingår i släktet Tetraopidion och familjen långhorningar.
Artens utbredningsområde är Paraguay. Inga underarter finns listade i Catalogue of Life.